# Vitmossen
För naturreservatet i Västmanland, se Vitmossen, Västmanland.
Vitmossen är en sjö i Haninge kommun i Södermanland och ingår i Tyresån-Trosaåns kustområde.